# Pont Thanh Hóa
Le Pont Thanh Hóa (Cầu Hàm Rồng en vietnamien) est un pont routier et ferroviaire qui se trouve environ 5km au nord de Thanh Hóa, Vietnam. Il traverse le fleuve Ma.

## Histoire

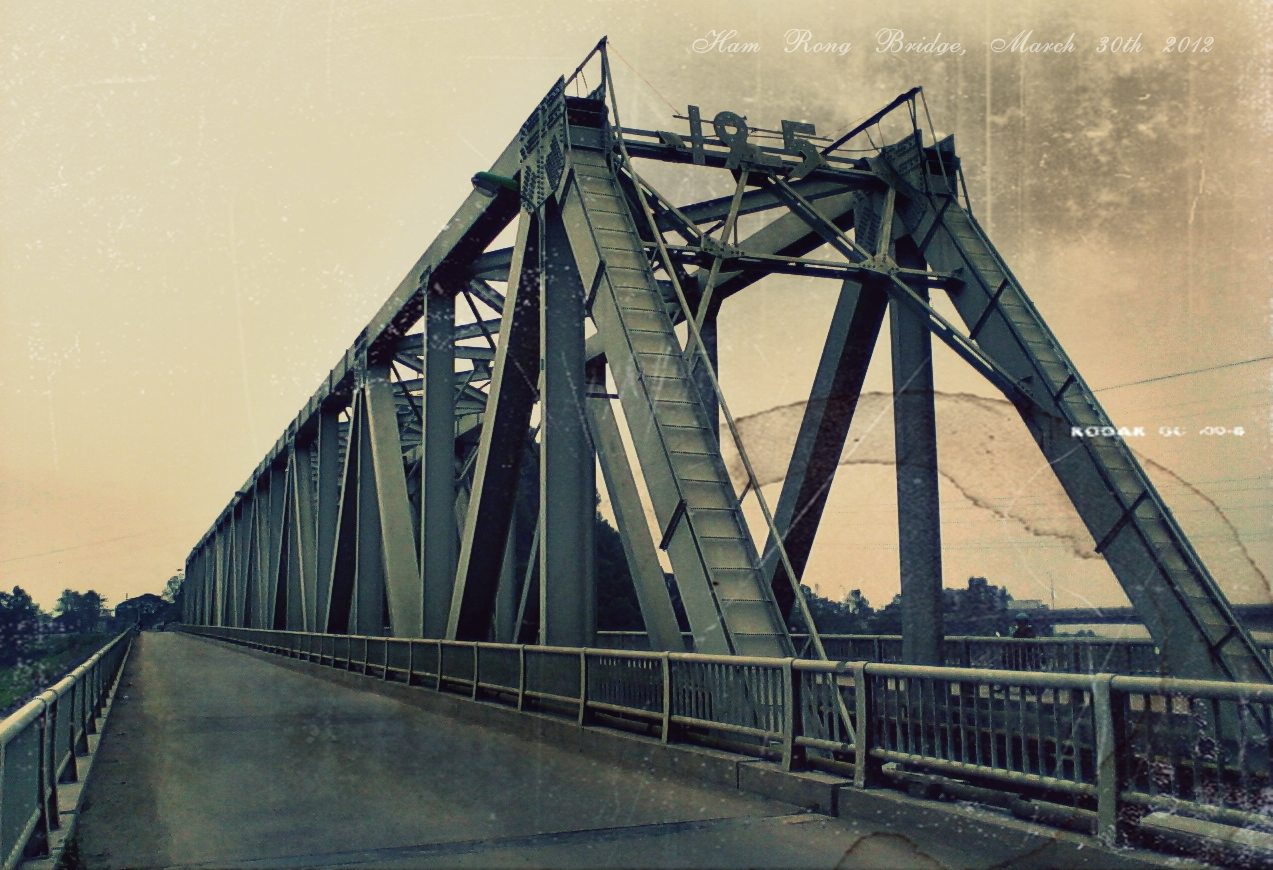
Le pont en 2012.

Le pont initial a été construit durant la période coloniale française; il sera détruit par les Viet Minh en 1945 en écrasant deux locomotives chargés d'explosifs. Le deuxième pont sera reconstruit avec de l'aide technique chinoise entre 1957 et 1961 et sera nommé Ham Rung (mâchoire de dragon).

## Détails techniques

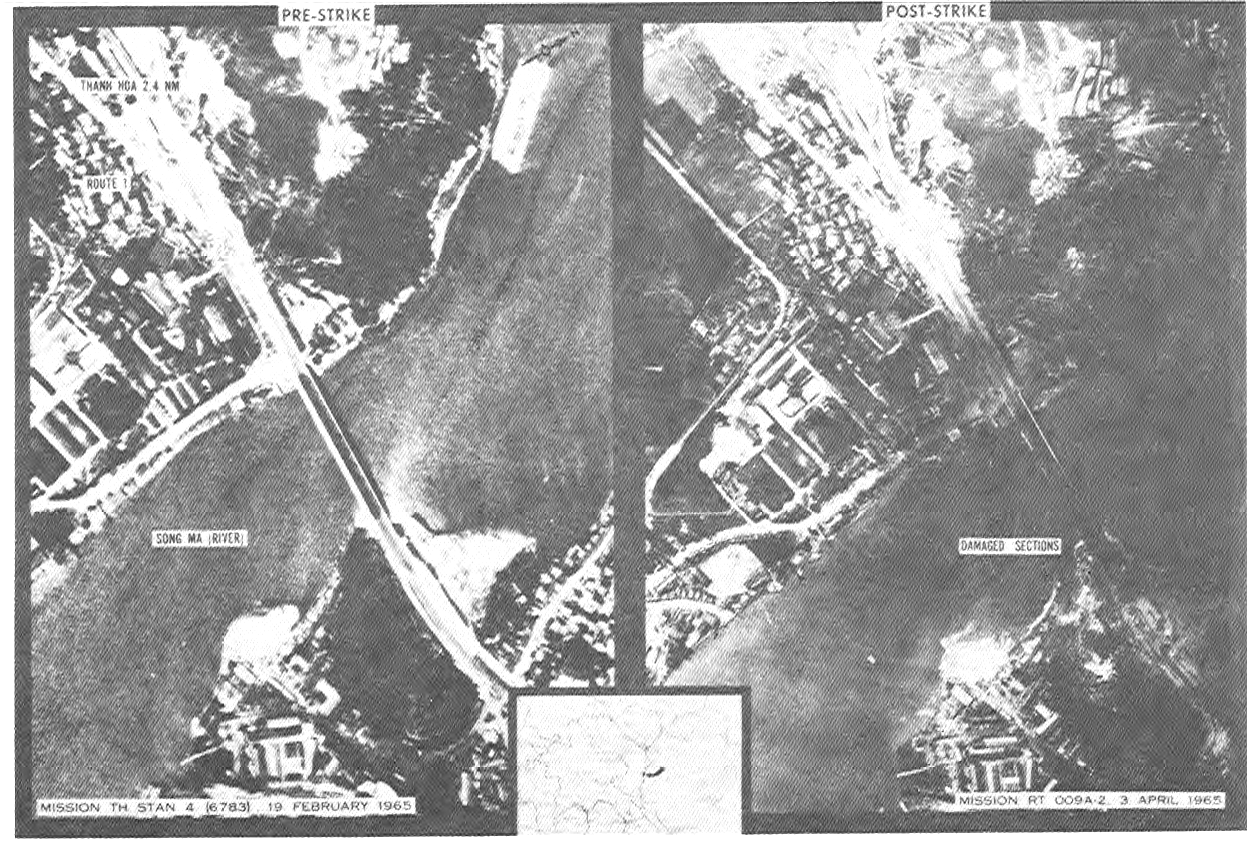
Le pont avant et après destruction par la US Air Force

Le pont a 17 mètres de large, 165 mètres de long et se trouve 15 mètres au-dessus de l'eau. De construction en acier avec deux travées reposant sur un pilier de béton renforcé de 5 mètres au milieu du fleuve Ma. Les 4 mètres centrales du pont joignent la ligne de chemin de fer de tronc principal qui descend le Vietnam. Deux larges routes en béton (larges de 7 m chacune) constituant la Route 1 ont été installées en porte-à-faux sur les côtés du pont.

## Durant la Guerre en Vietnam
Le pont sera l'objet de plusieurs attaques par la US Air Force entre 1965 et 1972. Il sera finalement détruit par des bombes à guidage laser en 1972.